# Mayapán
El sitio arqueológico de Mayapán (del maya yucateco: Máayapaan) fue una ciudad maya del período posclásico. Se localiza en el noroeste del estado de Yucatán, en el municipio de Tecoh, a unos 40 kilómetros de distancia de la ciudad de Mérida, la capital del estado. 
Con la derrota del grupo itzá en Chichen Itzá y con su eliminación en el control de Izamal y Hunac Ceel, los itzaes de Mayapán obtienen el control del norte de Yucatán y lo gobiernan de 1200 a 1450 d C.
La población alcanzó, en su tiempo de mayor apogeo, una población de 12 000 habitantes, según estimaciones arqueológicas. Fue fundada por el grupo cocom, a quienes los expertos asocian con los portadores de lo que se ha dado en llamar cultura Maya-Tolteca. 
Mayapán fue sede de la Liga de Mayapán, una confederación que reunía a los caciques de Uxmal y Chichén Itzá. Las disputas por el control de la confederación terminaron con la derrota de los itzáes que gobernaban Chichén, y su huida hacia el Petén, donde fundaron la ciudad de Tayasal. La hegemonía de la liga fue ejercida a partir de ese momento (final del siglo XIII) por los cocomes de Mayapán, aunque con fuerte oposición de los habitantes de los otros reinos mayas de la península. La Liga de Mayapán parece haber sido disuelta hacia el año 1440, cuando los cocomes abandonaron la plaza y se asentaron en Sotuta. 
La ciudad de Mayapán fue construida a semejanza de Chichén Itzá. Sus principales edificios son una copia de la capital de los itzáes. El estilo constructivo incorporaba elementos propios de la arquitectura del centro de México, combinados con rasgos heredados de las antiguas ciudades mayas. Sin embargo, con la caída de Chichén Itzá, Mayapán habría de desarrollar un estilo propio orientado hacia la reelaboración de las formas antiguas. El principal edificio de Mayapán lleva el nombre de Castillo dedicado al dios Kukulcán, y se trata de un basamento piramidal de nueve cuerpos con una altura de quince metros. Forman parte de la zona arqueológica numerosas plataformas.

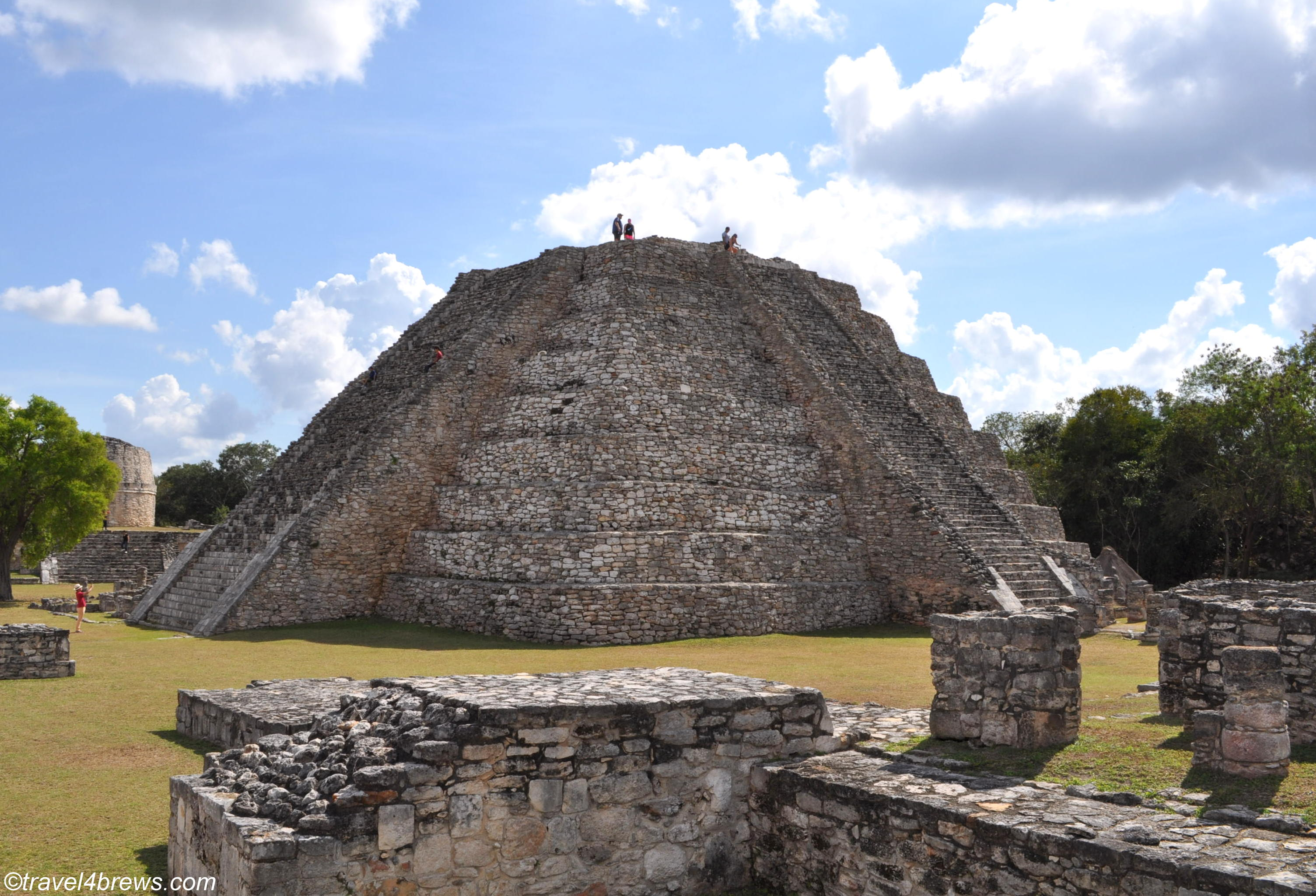
Pirámide mayor.

Los hallazgos recientes y redescubrimiento de vestigios de pintura mural en Mayapán, colocan a esta ciudad maya entre los principales exponentes de este arte en el norte de Yucatán. Esta situación era poco esperada por los especialistas, en virtud de la destrucción histórica de la ciudad, así como el deterioro de normal provocado por el ambiente y el hombre. En términos generales, las pinturas murales de Mayapán reflejan en gran medida las interrelaciones de esta antigua ciudad maya con otros grupos mesoamericanos, del Posclásico Tardío, que participaron de esta red de intercambios a larga distancia. Un ejemplo de ello se encuentra en los vestigios pictóricos de la Estructura Q, donde los motivos de pintura mural plasmados tienen afinidades simbólicas con el Códice Nutall y el Códice Borgia, así como con el arte del Posclásico Tardío del Centro de México.
Desde 1990, el proyecto la pintura mural prehispánica en México del Instituto de Investigaciones Estéticas de la Universidad Nacional Autónoma de México, se dedica al registro y estudio de los murales precolombinos como los de Mayapán.

### Edificios en Mayapán

#### El Castillo de Kukulcán
Este es el edificio principal del Sitio Arqueológico de Mayapán, el cual es considerado como una réplica a menor tamaño del Castillo de Kukulcán en Chichén Itzá.
Es una pirámide escalonada formada por nueve basamentos con las esquinas redondeadas y en la parte superior se encuentran los restos de un templo. La base mide 30 metros por cada lado y 18 metros de alto.

#### Sala de los frescos
La Sala de los Frescos está junto al Castillo de Kukulcán donde se encontró un mural que tiene como fondo el color rojo y una cenefa verde. La escena que representa es de unos discos solares amarillos con rayos rojos con dos personajes ricamente vestidos.

#### Sala de los Reyes
La Sala de los Reyes es un edificio localizado junto al Castillo de Kukulcán que está formado por columnas con un muro al fondo y decorado con grecas. Las columnas estaban decoradas con guerreros moldeado en estuco que desafortunadamente ya no se puede apreciar bien, solo en algunas de ellas se pueden ver algunos pies y rostros de estuco.

#### Templo Redondo
Al visitar Mayapán, uno no puede dejar de pensar en las similitudes con Chichén Itzá como el Castillo, el Templo de Venus y el Observatorio.
Aunque por su forma ha sido comparado con el observatorio de Chichén Itzá, no parece ser un observatorio como tal, principalmente por falta de ventanas para hacer mediciones, no contar con suficiente altura para hacer observaciones sobre los árboles y porque se encuentra en un área de mucha concentración de edificios.

#### Templo de los Guerreros
El Templo de los Guerreros está compuesto por un basamento de dos cuerpos con un templo sobre él. Este templo cuenta con tres entradas formadas por la base de los muros y 2 columnas.

#### Templo de los Nichos Pintados
El Templo de los Nichos pintados en Mayapán, como muchos de los otros edificios en el sitio, cuenta con dos etapas constructivas. La primera tiene piedra burda y la segunda con estilo Puuc.
El Templo está compuesto por siete cuartos, uno de ellos con rastros de pintura mural pintados de colores azul, rojo y amarillo.